# Karolinsk stridstaktik
Karolinsk stridstaktik användes av karolinska armén verksamma främst under Karl XII.

## Indelningsverket
En stor fördel för den svenska krigsmakten var införandet av en stående här. Detta möjliggjordes i och med den stora reduktionen som genomfördes år 1680 då adliga landtillgångar tillföll kronan, vilket lade grunden till indelningsverket. Detta innebar att, istället för att värva ihop trupper då kriget kallade, fanns nu en permanent stående armé. En av de viktigaste aspekterna av detta vad gäller den karolinska arméns stridsteknik var att man nu under fredstid kunde öva trupperna på ett annat sätt än tidigare. Detta gjorde den karolinska armén mycket väldrillad vilket var ett grundkrav för att kunna genomföra den offensiva taktik som förespråkades. 

## Stridstekniken
Den karolinska stridstekniken  gick i grunden ut på att med ett anfall rulla upp motståndet. En kraftfull offensiv skulle fälla avgörandet. Eftersom man under det Stora nordiska kriget ofta mötte numerärt starkare motståndare var principen att aldrig möta ett fientligt anfall stillastående.
Grunden för infanteristrid var att hålla inne med elden till rätt tillfälle. Detta tillfälle, menade man, var när man såg det vita i fiendens öga. Då skulle första salvan avlossas. Ofta innebar detta avstånd på så lite som 30 meter. Effekten av denna samlade första salva var fruktansvärd och orsakade ofta fienden betydande förluster då den slog in i de täta leden. Detta innebar också, för att komma till rätt avstånd, att soldaterna var tvungna att marschera framåt på led mot fienden. Ofta under kraftig beskjutning, vilket krävde ett stort mod. Och det är här "ingen kula träffar människan"-devisen får effekt. Det innebär helt enkelt att det inte spelar någon roll huruvida du duckar, flyr eller på annat sätt försöker undkomma fiendens kulor. Det är ändå Gud som beslutat ditt öde och det kan du inte påverka. 
Svenskarnas eldgivning var en strikt kontrollerad historia. Eld gavs ledvis och endast på direkt kommando, så kallad ledvis eldgivning. Syftet med detta var helt enkelt att samla och koncentrera eldkraften.  
Efter eldgivningen följde vanligtvis en attack med "blanka vapen", det vill säga med värjor och bajonetter. Uppfattningen om detta stridssätt som något heroiskt som innebar långa fäktningsdueller är felaktig. Ofta flydde eller backade fiendens linjer innan någon sådan strid hunnit utbryta då den psykologiska effekten av den första salvan ofta var minst sagt demoraliserande.  
Samma psykologiska effekt kan man tala om när det gäller kavalleriet. Kavalleriet var grunden i den karolinska offensiva taktiken. Istället för att ställa upp på linje eller någon form av kolonn så bildade man en kilformad formation. Som en pil. De karolinska hästarna var noga utvalda. De skulle vara små, men starka. Detta för att ryttarna skulle kunna nå effektiv höjd för utdelandet av hugg mot infanteri. Sällan ställde man kavalleri mot kavalleri på öppna fältslag. I denna kilformade formation red sedan kavalleristerna tätt - knä bakom knä. Med dragna värjor skulle kilen sedan spränga in i fiendelinjerna med en våldsam kraft. Men även här är det alltså rimligt att tala om en betydande psykologisk effekt som innebar att fotfolket ofta flydde eller backade innan stridskontakt uppnåtts. 
Ofta ställde kavalleriet upp i flankerna av slagordningen för att på så sätt försöka överflygla fienden och attackera bakifrån samtidigt som infanteriet attackerade dess center. Denna "dubbla omfattning"  var också vad som med gott resultat genomfördes i till exempel slaget vid Fraustadt 1706. I slaget vid Kliszow 1702 åskådliggörs en annan betydande skillnad; Polackerna använde sig här av en klassisk kavalleriteknik kallad "karakoll". Detta innebar att första ledets ryttare avfyrade sina pistoler, vände om och gjorde plats för ett andra led som utförde samma manöver. Detta var en teknik som karolinerarmén snart förkastade då den inte uppfyllde devisen "eld och rörelse" på ett tillfredsställande sätt. Men framförallt hade det ringa effekt då man mötte en numerärt överlägsen motståndare, vilket man under Stora nordiska kriget oftast gjorde. Svenskarna avlossade sina pistoler, men drog sen istället blanka vapen och anföll fienden med fart. Detta hade många fördelar. Dels var det effektivt vid inbrytningar vid strategiskt viktiga platser i fiendens led, dels återkommer vi igen till den psykologiska effekten. Detta förfarande kunde skapa stor oreda i fiendens slagordning.  
Vid bekämpning av kavalleri användes ofta, de i sammanhanget något anakronistiska, pikenarare. Dessa skulle uppbäva och avskräcka fienden från att anfalla det svenska infanteriet med kavalleri. Denna metods effektivitet är dock ifrågasatt. Den tyske författaren von Grimmelshausen har bland annat skrivit: "och råkar någon verkligen ut för att bli träffad av en pik, så har han sig själv att skylla, ty varför skulle han ränna på piken?"
Den karolinska offensiva taktiken var sina brister till trots mycket effektiv. Kombinationen av förmågan till samlad eldkraft, förmågan till taktiska inbrytningar i fiendens led och användandet av svenskarnas tekniskt effektiva blanka vapen, skapade vad som har beskrivits som den svenska segermaskinen. Antalet segrar mot numerärt mycket överlägsna motståndare under det stora nordiska kriget vittnar om den karolinska arméns stridstekniska effektivitet. Nackdelen med att ställa in en armé mentalt på att den enda vägen är framåt och det enda stridssättet är attack, visade sig vid Poltava 1709. Då en numerärt underlägsen svensk trupp inte besatt styrkan att lösa sin uppgift (i fallet med Poltava intagandet av redutter) så saknades alternativa planer vilket medförde att fotfolket kastades fram gång på gång med katastrofalt stora förluster som följd. En annan nackdel med den rörlighet som den offensiva mentaliteten medförde var att användandet av artilleri blev svårt, för att inte säga i många fall överflödigt.